# Anderson Summit
Anderson Summit är en bergstopp i Antarktis. Den ligger i Västantarktis. Inget land gör anspråk på området. Toppen på Anderson Summit är 2 810 meter över havet. Anderson Summit ingår i Ford Massif.
Terrängen runt Anderson Summit är huvudsakligen kuperad. Anderson Summit är den högsta punkten i trakten. Trakten är obefolkad. Det finns inga samhällen i närheten.